# 六四事件中的海南省
1989年春夏之交，中华人民共和国爆发全国性抗议运动，史称六四事件或八九民运，中国官方称1989年春夏之交的政治风波。期间海南省也有抗议、游行、集会及其他政治表达行为。这些活动多由学生主导，与全国范围内的抗议相呼应。
海南于1988年正式建省，时任海南省长梁湘被认为支持赵紫阳的改革派。海南的示威抗议被一部分人士认为有梁湘的支持。六四事件之后，梁湘以及海南日报总编辑程凯等人都因为对运动的同情而遭到整肃。

## 经过

### 4月
4月胡耀邦死后，海南大學的師生上街遊行聲援北京學生。时任中共海南省委机关报海南日报总编辑程凯只準記者去了解情況採寫“內參”，以送交海南省領導閱讀，并以“沒有接到省委的指示”為由拒絕公開報導。部分大學生們到報社門前抗議，指名道姓要求程凯出來與他們對話，程凯则指示報社保衛科緊閉大門。上海世界经济导报事件之后，该报收到来自海南的声援电报、信件等。
4月25日晚間，新華社電訊向各地发出人民日报社论《必須旗幟鮮明地反對動亂》。海南日报总编辑程凯接获之后，认为学生“和平有秩序的請願，為什麼要定性為動亂”，并认为“為了清除腐敗、推進國家的改革、開放”的抗议不应“指為反黨、反社會主義”。程凯命令總編室主任趙希龍將四二六社論從次日海南日报頭版頭條位置撤下放到第四版，“以表達我們對這篇社論的反對”，并对其说“民眾不會同意這篇社論，歷史遲早要否定這篇社論，為什麼要等到將來呢？我們現在就否定它！”。海南建省初期，《海南日報》的重要社論大多由程凯撰寫。此后，海南省当局领导对程凯做出一定的冷处理。程凯指时任海南省委书记許士傑一直拒绝与其见面，并认为许利于其进行了政治赌博：如果赵紫阳最后得势，那么功勞屬於許士傑，如果赵紫阳失势，就可把所有責任推到程凯头上。
此前，由于海南当局与日本熊谷组公司达成开发洋浦地区协议，被党内一些保守派质疑为“卖国”的“租界”，是为“洋浦风波”。在八九民运爆发后的学生示威中，西安、上海等地亦有学生提出“还我海南打倒卖国贼”、“声讨海南卖国”的标语口号,北京还有学生要求当局解释“海南出租”。4月28日，邓小平审阅海南省委书记许士杰、省长梁湘就洋浦开发问题的《关于海南省设立洋浦经济开发区的汇报》，“认为海南省委的决策是正确的”，赞成该协议。

### 5月
5月10日凌晨二时许，海南大学学生借飯堂伙食等問題，先是上千人在校内集会抗议，随后500多人上街游行（该校學生因伙食間題曾於5月6日向校方提出抗議。前一晚校方與學生進行對話，學生認為校方缺乏誠意）。他们呼喊「民主萬歲」、「爭取自由」、「清除腐敗」、「還我健康」、“要民主、要自由、反对暴力”等口号，于三时四十分到海南省委、省政府门口静坐，并要求对话，並爭取與海南省省長梁湘對話。经劝说交涉后，五时许学生返校。学生宣佈罷食食堂飯菜一天，并商討下一步抗議方式。当日晚上20时，海南大学、海南医学院约两千名学生继续上街游行，并多次与守卫海南省委大门的武警对峙，並多次衝擊武警防线，要求与省政府领导对话。省府秘書長劉須欽接見學生代表，同意於14日進行正式對話。
5月11日晚，海南大學繼續有2000多名學生打著「打倒官倒」、「自由萬歲」、「懲治貪官」等橫幅上街遊行。5月14日，示威者與海南省政府代表舉行對話。
北京学生宣布绝食后，5月15日晚，海南師院、海南糧食學校、海南師範附中等校千餘名學生上街遊行，聲援北京絕食學生。學生前往海南省府示威，抗議14日之對話中官方缺乏誠意。
5月16日晚上，海南醫學院、教育學院、電視大學、师范学院、海口职业大学等校二千多名學生陸續在省政府前聚集，多次試圖進入省政府大門，要求與主要領導對話，遭到武警和警察阻攔。官方稱：「有的學生向警察投瓶子、鞋子，雙方未發生衝突」。5月17日夜，海南大學、海南醫學院等五校仍有2000餘名學生再度示威，分赴省府要求對話。整个运动期间，如海南师院的学生成立了“爱国自治会”等组织，当时海南医学院学生还打出了“解剖贪官”、“医死官老爷”、“医死官倒”的横幅。还有人要求增加教育经费，改善学校的环境。
5月18日，海南省八所高校的一萬多名師生員工、六家新聞單位的新聞工作者和社會各界近二萬人遊行，呼喊「鄧小平退休」、「誓與北京學生共存亡」等口號，並設立了募捐箱,聲援北京絕食請願學生。5月19日，海南省府官員派代表與學生代表進行第二次對話。
北京宣布戒严后，5月21日晚有海南大學、南開大學海南分校數千名學生遊行，反對北京戒嚴，要求李鵬下台。5月22日晚，继续有上千高校师生和海南特區時報的編輯記者等呼喊口号遊行，并于次日凌晨到达海南省委，并遞交《呼籲書》等。5月26日，中國国家主席杨尚昆与海南省委書記許士傑谈话。许表示会堅決“按中央精神做好工作,希望中央文件早點發下去”。27日。中國总理李鵬派遣審計署署長呂培儉来海南，核查赵紫阳儿子趙二軍的“倒卖”問題。海南日报总编辑程凯则指戒严之后，其认为“中國改革派大勢已去，天安門學生運動將陷入腥風血雨之中”。并指其對共產黨“絕望”，“只能堅守自己的良知”继续利用海南日报短暂的新闻自由。
據當時在海口工作的郭兆樹回憶，当时部分遊行得到海南省政府默許甚至鼓勵，游行进行之前当局会预先通知，由公安封供游行队伍使用。海口參與者包括海南電視台、海南日報及海南省委黨校等機構。有些学生声称游行是学校组织他们出来的。遊行主要在海府路的省政府大院附近進行，部分標語如「還我三十條、建我自由島」，反映了民眾對中央政府政策的不滿（“三十条”是指海南建省时中國中央政府承诺给予海南的“优惠政策”，示威者认为其在落实上有问题）。

### 6月
北京六四流血清场后，海南日报的编辑在6月4日版面上安排一個字“血！”作为标题报道海口当地的一场车祸，以暗指北京的流血事件，此后又在國務院發言人袁木公开官方版本的北京死亡数字时，将该则新闻与國家統計局長要“對謊報數字者要繩之以法”的新闻放在一起，暗指人数造假。
6月5日，海口有3000多名学生上街游行，并在海口公园集会演说。6月6日，有1500多名學生和青年教师遊行，於凌晨在海口公園舉行北京死者的追悼會，並向「解放海南人民英雄紀念碑」敬獻花圈。

## 后续
海南省公安当局称1989年因为“反革命动乱”，该省“不安定的因素增多”，并在运动之后逮捕了“反革命案犯”7人。海南省省長梁湘因“用公款制作西装”等罪名被双开（开除党籍及公职），並被普遍認為實際原因是因為與趙紫陽的關係，以及對海南示威的處理方式。六四过后，当局展开“扫黄”，打击“不符合社会主义精神的娛乐”。海口海秀路一座由港商租下的宾馆改建的按摩、芬兰浴中心在营业不到二个月后，在六四之后被令停业，撤消营业执照。

### 对海南日报的处理
六四以後，中共海南省委派出七人工作組進駐海南日報社，對总编辑程凯進行審查，并写出一篇《關於程凱同志在北京動亂期間所犯錯誤事實的調查報告》。报告指控程凯在“5月19日首都黨政軍幹部大會以後，政治分野已經清楚，形勢已趨明朗”，“仍然通過版面編排，運用版面語言，堅持表達自己的思想情緒，製造了錯誤的輿論導向”，当中的做法包括執意發表趙紫陽的照片（包括親自選定發表《趙紫陽，您好！！！》的照片）、借報導匈牙利事件流露對北京戒嚴的不滿，“指導編排傾向性明顯的版面”、支持“發表錯誤文章”以鼓吹多党制和民主自由等。其后程凯被撤销中共党内外一切职务，开除党籍。中共亦指控《海南日报》在其主持下犯了严重的“舆论导向错误”。程凯此后流亡美国，成为民运人士到达美国洛杉矶，开始海外流亡生活。

## 另見
- 六四事件
- 1989年中華人民共和國抗議地區列表